# Karel Choennie
Karel Martinus Choennie (Suriname, 20 dicembre 1958) è un vescovo cattolico surinamese, dall'11 novembre 2015 vescovo di Paramaribo.

## Biografia
Karel Choennie è nato in Suriname, nella diocesi di Paramaribo, il 20 dicembre 1958; è il quarto di undici fratelli.

### Formazione e ministero sacerdotale
Ha studiato presso l'Università Cattolica di Nimega, dove si è specializzato in pedagogia. Ha proseguito gli studi presso il Seminario regionale "San Giovanni Maria Vianney" a Port of Spain e si è laureato in teologia pastorale presso l'Università Cattolica di Lovanio.
Il 9 settembre 1984 è stato ordinato diacono, mentre il 30 settembre 1985 è stato ordinato presbitero per la diocesi di Paramaribo.
Oltre a diversi incarichi pastorali parrocchiali, dal 1999 al 2003 è stato vicario episcopale nella diocesi di Paramaribo. Nel 2001 ha assunto la direzione della parrocchia di São Clemente a Paramaribo. Inoltre, è stato vicario generale della diocesi di Paramaribo dal 2005 al 2014.

### Ministero episcopale
L'11 novembre 2015 papa Francesco lo ha nominato vescovo di Paramaribo; è succeduto a Wilhelmus Adrianus Josephus Maria de Bekker, precedentemente dimessosi per raggiunti limiti di età. Il 24 gennaio 2016 ha ricevuto l'ordinazione episcopale, nella cattedrale dei Santi Pietro e Paolo a Paramaribo, dal vescovo Wilhelmus de Bekker, suo predecessore, co-consacranti Joseph Everard Harris, arcivescovo metropolita di Porto di Spagna, e Patrick Christopher Pinder, arcivescovo metropolita di Nassau. Durante la stessa celebrazione ha preso possesso della diocesi.

## Genealogia episcopale
La genealogia episcopale è:
- Cardinale Scipione Rebiba
- Cardinale Giulio Antonio Santori
- Cardinale Girolamo Bernerio, O.P.
- Arcivescovo Galeazzo Sanvitale
- Cardinale Ludovico Ludovisi
- Cardinale Luigi Caetani
- Cardinale Ulderico Carpegna
- Cardinale Paluzzo Paluzzi Altieri degli Albertoni
- Papa Benedetto XIII
- Papa Benedetto XIV
- Papa Clemente XIII
- Cardinale Marcantonio Colonna
- Cardinale Giacinto Sigismondo Gerdil, B.
- Cardinale Giulio Maria della Somaglia
- Cardinale Carlo Odescalchi, S.I.
- Vescovo Eugène de Mazenod, O.M.I.
- Cardinale Joseph Hippolyte Guibert, O.M.I.
- Cardinale François-Marie-Benjamin Richard de la Vergne
- Cardinale Pietro Gasparri
- Cardinale Paolo Giobbe
- Cardinale Bernard Jan Alfrink
- Cardinale Adrianus Johannes Simonis
- Vescovo Adrianus Herman van Luyn, S.D.B.
- Vescovo Wilhelmus Adrianus Josephus Maria de Bekker
- Vescovo Karel Choennie